# جان لاتروپ موتلی
جان لاتروپ موتلی (انگلیسی: John Lothrop Motley; ۱۵ آوریل ۱۸۱۴ – ۲۹ مهٔ ۱۸۷۷) سیاست‌مدار اهل ایالات متحده آمریکا بود.